# Vittne
|  | Wiktionary har en ordboksartikel om vittne. |

Ett vittne är en person som varseblivit en händelse med sina egna sinnen. Vittnen förekommer ofta inom rättsväsendet för att fastlägga vad som har inträffat. I Sverige råder allmän vittnesplikt, vilket innebär att i princip alla kan bli skyldiga att inställa sig i domstol och avlägga vittnesmål under ed. Detta gäller både i civilmål och brottmål.

## Karaktärsvittne
Karaktärsvittnen är ett vittne i en rättegång som åberopas av parterna i processen. Skillnaden är att ett karaktärsvittne ska vittna om parternas person, i stället för att vittna om till exempel ett visst händelseförlopp eller omständighet. Ett karaktärsvittne behöver i en brottmålsprocess inte vittna till fördel för den tilltalade utan kan lika gärna vittna till hans eller hennes nackdel.
I Sverige finns det inte något generellt förbud mot karaktärsvittnen. Som grundregel gäller dock att vittnen inte får höras i "chikanöst syfte", vilket innebär att man inte har rätt att åberopa vittnen till styrkande att endera part är klandervärd i största allmänhet. För att ha rätt att åberopa ett vittne krävs det att omdömena har betydelse för saken. Ett karaktärsvittne har, i allmänhet, lägre bevisvärde än övriga vittnen. Om vittnet även är en närstående person får denna inte avlägga ed vilket sänker bevisvärdet ytterligare (36 kap. 13 § rättegångsbalken).